# Tatarka, Hrodna voblast
Tatarka (ryska: Татарка) är ett vattendrag i Belarus.   Det ligger i voblasten Hrodna voblast, i den västra delen av landet, 250 km väster om huvudstaden Minsk. Tatarka ligger vid sjön Vodochranilisjtje Jubilejnoje.
I omgivningarna runt Tatarka växer i huvudsak blandskog. Runt Tatarka är det ganska tätbefolkat, med 139 invånare per kvadratkilometer.